# La Glace à trois faces
Pour plus de détails, voir Fiche technique et Distribution.
La Glace à trois faces est un moyen métrage français muet réalisé par Jean Epstein, sorti en 1927, adaptation de la nouvelle éponyme de Paul Morand.

## Synopsis
Un jeune homme riche, a été séduit par trois femmes, une belle Anglaise, Pearl, une artiste russe, Athalia, une charmante ouvrière, Lucie. Mais, épris avant tout de liberté, il ne va à aucun de ses rendez-vous. Passionné de vitesse, il prend plutôt sa voiture de sport et fonce vers les plages de la Normandie. En route, une hirondelle en piqué le blesse mortellement.

## Fiche technique
- Titre : La Glace à trois faces
- Réalisation : Jean Epstein
- Scénario : Jean Epstein, d'après la nouvelle de Paul Morand, La Glace à trois faces, extraite du recueil L'Europe galante, Grasset, 1925[1].
- Décors : Pierre Kéfer
- Photographie : Marcel Eywinger
- Production : Jean Epstein
- Société de production : Les Films Jean Epstein
- Pays de production : France
- Format : Noir et blanc - 35 mm - 1,33:1 - Film muet
- Genre : drame
- Durée : 39 minutes
- Date de sortie : 22 novembre 1927

## Distribution
- René Ferté : lui
- Jeanne Helbling : Lucie
- Suzy Pierson : Athalia
- Olga Day : Pearl
- Raymond Guérin-Catelain : le soupirant
- Jean Garat

## Citations
« Une hirondelle volant encore plus vite que la voiture ne roulait, avait assommé d'un petit coup de bec entre les deux yeux celui qui fuyait l'amour. Les quinze pages de la nouvelle de Paul Morand, La Glace à trois faces, se fondent ainsi en un scénario d'une simplicité et d'une vérité dédiées au cinématographe. Après les drames prétendument sans fin, voici un drame qui voudrait être sans exposition, ni seuil, et qui finit net. Les événements ne se succèdent pas et pourtant se répondent exactement. Les fragments de plusieurs années viennent s'implanter dans un seul d'aujourd'hui. L'avenir éclate parmi les souvenirs. »

— Jean Epstein, Comœdia, novembre 1927

« Trois femmes aimaient un homme. Mais lui, en aimait-il une ? »

— Affiche du film